# High Onn
High Onn – osada w Anglii, w hrabstwie Staffordshire. Leży 12 km od miasta Stafford. High Onn jest wspomniana w Domesday Book (1086) jako Anne.